# Drapeau de l'Estrémadure

Drapeau de l'Estrémadure

Le drapeau de l'Estrémadure est le drapeau de la communauté autonome de l'Estrémadure en Espagne, adopté le 26 février 1983. Il se compose de trois bandes horizontales : une verte, une blanche et une noire. La bande blanche porte, légèrement excentrées sur la gauche, les armoiries de l'Estrémadure.

## Couleurs
Les couleurs sont définies par décret. On trouve l'équivalent du vert dans un document de communication.
| Couleur | ● Vert      | ● Blanc       | ● Noir  |
| ------- | ----------- | ------------- | ------- |
| HTML    | #60AE27     | #FFFFFF       | #000000 |
| RVB     | 96, 174, 39 | 255, 255, 255 | 0, 0, 0 |